# Вооружённые силы Сомалиленда
Вооружённые силы Сомалиленда (англ. Somaliland Armed Forces, сомал. Ciidamada Qalabka Sida ee Soomaaliland, араб. القوات المسلحة الصوماليلاندية‎) — основная военизированная сила непризнанной Республики Сомалиленд, наряду с полицией и внутренними войсками.
Все вместе перечисленные выше формирования составляют реальную силу Сомалиленда. В настоящее время в государстве насчитывается около 12 500 служащих регулярного состава вооружённых формирований.

## Общее описание
Расходы на ВС Сомалиленда занимают крупнейшую часть плана бюджета страны, деля эту часть с полицией и внутренними войсками. В настоящее время ответственным за ВС является министр обороны страны Адан Майр Мохаммад.

## Структура
В состав ВС Сомалиленда находятся две танковые, одна механизированная и 14 лёгких пехотных бригад. Боевое обеспечение состоит из двух артиллерийских бригад.

### Наземные силы
Боеспособность вооружения и оборудования низка и статус готовности к боевым действиям неизвестен.
| Тип                                      | Производство                             | Назначение                               | Количество                               | Примечания                               |                                          |
| Броневое и танковое вооружение и техника | Броневое и танковое вооружение и техника | Броневое и танковое вооружение и техника | Броневое и танковое вооружение и техника | Броневое и танковое вооружение и техника | Броневое и танковое вооружение и техника |
| ---------------------------------------- | ---------------------------------------- | ---------------------------------------- | ---------------------------------------- | ---------------------------------------- | ---------------------------------------- |
| Т-54 Т-55 M47 Patton                     | СССР · СССР · США                        | Основной и Средний танк                  | 33                                       |                                          |                                          |
| БТР-50                                   | СССР                                     | Бронетранспортёр                         | 10                                       |                                          |                                          |
| Fiat 6614                                | Италия                                   | Броневой транспортёр                     | 15—20                                    |                                          |                                          |
| Panhard AML-90                           | Франция                                  | Боевая разведывательная машина           | 10—15                                    |                                          |                                          |
| БРДМ-2                                   | СССР                                     | Боевая разведывательная машина           | 4                                        |                                          |                                          |
| Артиллерия                               |                                          |                                          |                                          |                                          |                                          |
| Д-30                                     | СССР                                     | 122-мм буксируемая гаубица               | 12                                       |                                          |                                          |
| БМ-21                                    | СССР                                     | РСЗО                                     | 8—12                                     |                                          |                                          |
| M-40A1                                   | США                                      | Безоткатное орудие                       | 16                                       |                                          |                                          |
| Системы ПВО                              |                                          |                                          |                                          |                                          |                                          |
| ЗУ-23                                    | СССР                                     | Зенитная установка                       | 4                                        |                                          |                                          |
| Стрела-2                                 | СССР                                     | ПЗРК                                     | 4—6                                      |                                          |                                          |

### Силы ВМС
|           | Наименование вооружения              |
| --------- | ------------------------------------ |
| Флаг СССР | Ракетный катер класса «Оса» (2)      |
| —         | Десантный корабль класса «Полночный» |

## Воинские звания
| Категория             | Генералитет       | Генералитет       | Генералитет    | Старшие офицеры | Старшие офицеры | Старшие офицеры | Младшие офицеры           | Младшие офицеры   | Младшие офицеры |
| --------------------- | ----------------- | ----------------- | -------------- | --------------- | --------------- | --------------- | ------------------------- | ----------------- | --------------- |
| Знак различия         |                   |                   |                |                 |                 |                 |                           |                   |                 |
| Оригинальное название | Sareeye Guud      | Sareeye Guuto     | Gashaanle Sare | Gashaanle Sare  | Gashaanle Dhexe | Gashaanle       | Dhamme                    | Laba Xídígle      | Xídígle         |
| Российский аналог     | Генерал-полковник | Генерал-лейтенант | Генерал-майор  | Полковник       | Подполковник    | Майор           | Капитан (воинское звание) | Старший лейтенант | Лейтенант       |

| Категория           | Унтерофицеры      | Унтерофицеры  | Сержанты     | Сержанты        | Сержанты     | Сержанты        | Рядовые  | Рядовые |
| ------------------- | ----------------- | ------------- | ------------ | --------------- | ------------ | --------------- | -------- | ------- |
| Знак различия       |                   |               |              |                 |              |                 |          |         |
| Оригинальное звание | Musharax sarkaal  | Sadex xarígle | Laba xarígle | Xarígle         | Sadex alífle | Laba alífle     | Alífle   | Dable   |
| Российский аналог   | Старший прапорщик | Прапорщик     | Старшина     | Старший сержант | Сержант      | Младший сержант | Ефрейтор | Рядовой |